# Jean-Joseph Turcotte
Jean-Joseph Turcotte, né le 6 mars 1917 à Normandin et mort le 28 août 2018 à Québec, est un notaire et homme politique québécois de nationalité canadienne.

## Biographie
Jean-Joseph Turcotte est le fils de Joseph-Sylvio-Narcisse Turcotte.
De 1958 à 1960, il est député de Roberval à l'Assemblée législative du Québec.